# Révész

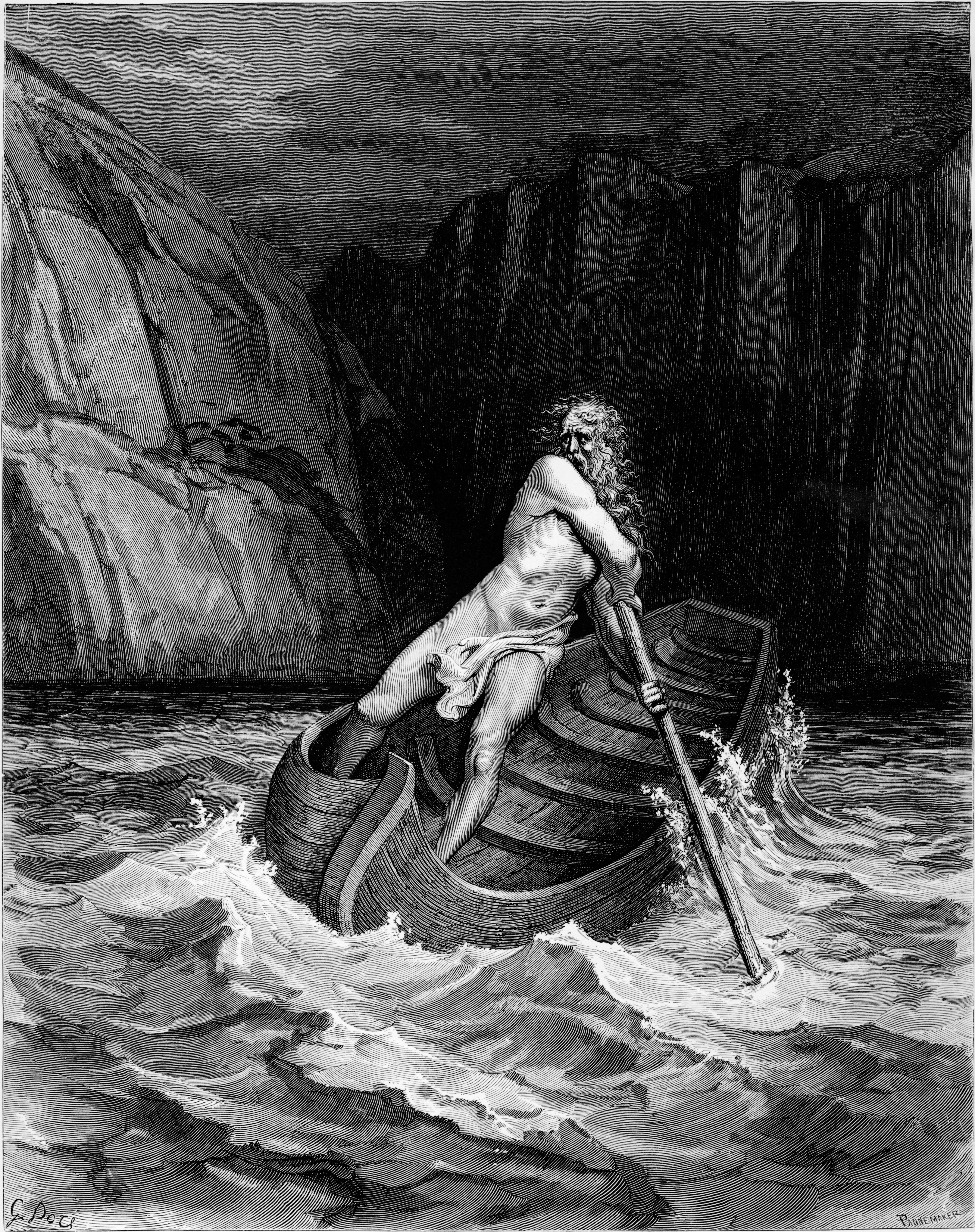
Kharón, az alvilág révésze, Gustave Doré illusztrációja Dante Alighieri Isteni színjátékához

A révész a folyók bizonyos pontjain a két part közt rendesen közlekedő kisebb hajók, kompok átkelő szolgálatában dolgozó személy, rendszerint a felelős kompkezelő.
Kisebb forgalmú révhelyeken általában egy személy végezte ezt a munkát, a forgalmasabb helyeken azonban 2–3–4 révészt is alkalmaztak, ezek közül azonban csak egy volt a felelős személy, akit általában révbírónak neveztek. A révészek munkájukat bérért végezték; melyek közül a községek és uradalmak révjeiben dolgozók bérért vagy kommencióért, vagyis alkudott bérért dolgoztak. A révészek részére járó kommenció nagy részét az alkalmazók természetben, élelmiszerekben, tüzelőben, sóban stb. fizették, és csak kisebb részben készpénzben. A bérhez rendszerint hozzátartozott a szabad halászat és méhtartás is. 
A révészek régente télen sem pihentek, mivel ilyenkor a jeget kellett hizlalniuk (szalmahíd), melyen az így képzett vastag jégrétegen biztonságosan lehetett átkelni a jégen. A révészek feladata volt a révlejárók vagy révvágások, révásások elkészítése és áradások után az iszaptól való kitisztítása is.

## Révészek amitológiábanés az irodalomban
A mitológiákban az átkelés két part között, mint két döntő állapotok közötti utazás gyakran az élet és a halál közötti átmenet metaforája. Ezt az átmenetet segíti a révész.
- A Gilgames-eposzban (az emberiség legrégibb költeményeinek egyikében) a halhatatlanságot kereső Gilgámes királyt Szurszunabu, a révész viszi át a halál tengerén.
- Az egyiptomi Halottak könyvében a holtak lelkeit Mahaf, a révész viszi át egy papirusz csónakban a túlvilágra.
- A görög mitológiában Kharón, a révész az, aki a holtak lelkét az Achron vagy más néven Styx folyón átviszi az alvilág kapujához.
- Dante Alighieri Isteni színjátékában (Divina Comedia) Phlegias, a révész viszi át Dantét és Vergiliust a Sztüx folyón.
- A padlás (1988) musicalben a Révész az, aki elviszi a négy szellemet az álmok és emlékek bolygójára.